# Rafael Sansoni Riario
Raffaele Sansoni Riario, (Savona, 3 de mayo de 1460-Nápoles, 9 de julio de 1521) fue un eclesiástico italiano.  
Nepote de Sixto IV, fue creado cardenal a los diecisiete años de edad y nombrado Camarlengo de la Iglesia católica a los veintidós.  
Fue administrador apostólico de más de diez diócesis, abad de varios monasterios, legado pontificio y destacado participante en la política italiana del Renacimiento durante los pontificados de Inocencio VIII, Alejandro VI, Pío III y Julio II.  
Siendo ya decano del Colegio Cardenalicio, su participación en una conjura contra la vida de León X motivó su destitución.  

## Biografía

### Familia
El ascenso precoz de Raffaele se debió a sus orígenes familiares.  Los Della Rovere fueron una familia de condición modesta establecida en Savona (República de Génova) hasta que Francesco della Rovere fue elegido papa en 1471 y comenzó una intensa práctica del nepotismo acostumbrado en la época, concediendo a sus numerosos parientes beneficios eclesiásticos y cargos civiles, concertando alianzas matrimoniales con la nobleza italiana e infeudando territorios de la Iglesia.
Hermana de este pontífice fue Bianca, que de su matrimonio con Paolo Riario tuvo a Pietro, Girolamo, Violante y Petruccia.  Raffaele nació del matrimonio entre Violante Riario y Antonio Sansoni, diez años antes de que su tío abuelo fuera elegido papa.

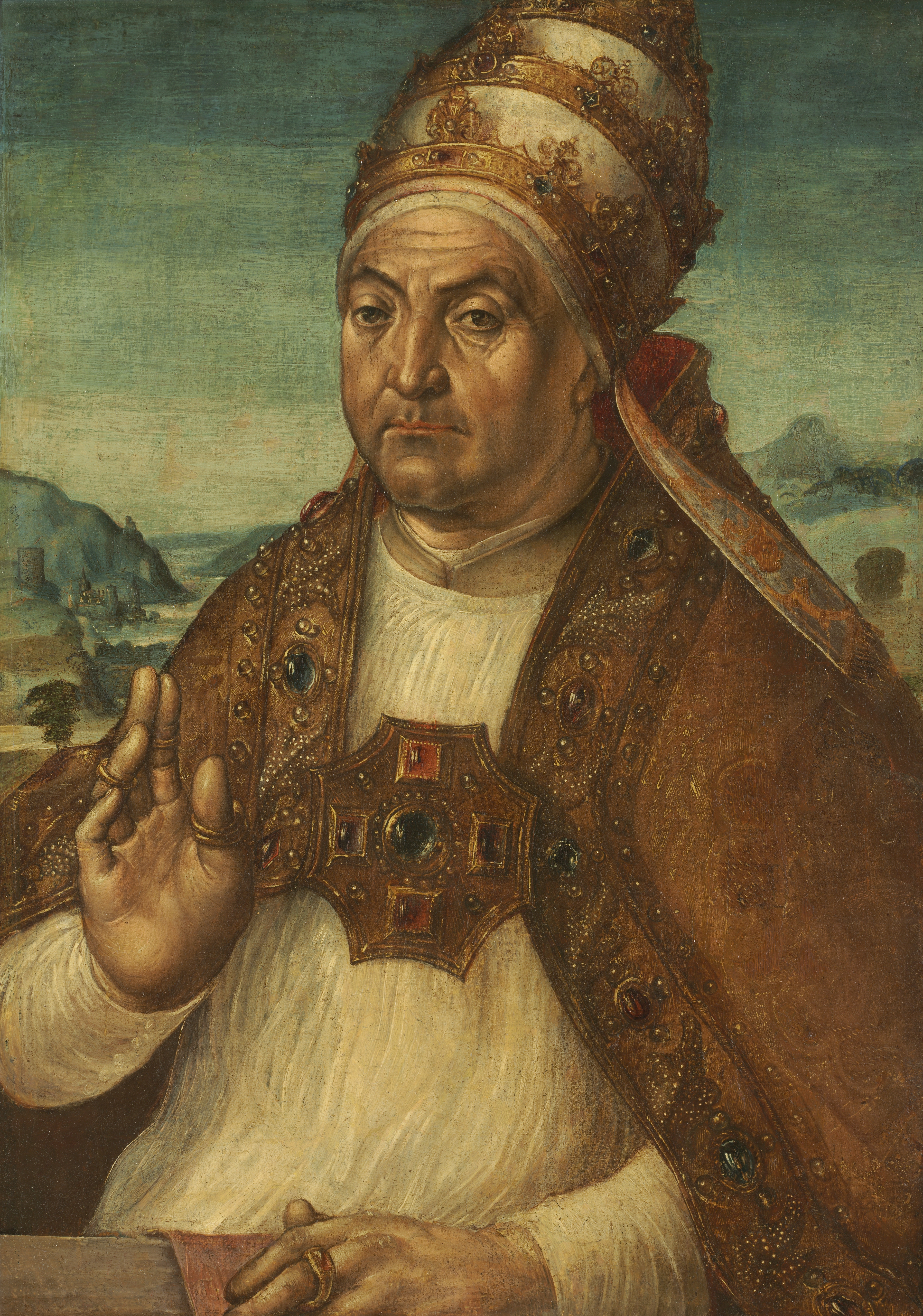
Sixto IV.

### Cardenal nepote de Sixto IV
Ya en la primera creación de cardenales de su pontificado Sixto IV había concedido el capelo a sus sobrinos Pietro y Giuliano.  El primero de ellos murió antes de cumplir los treinta habiendo acumulado cinco obispados y una fortuna, y Raffaele vino a continuar su carrera eclesiástica como "purpurado de familia": era ya protonotario apostólico cuando en el consistorio del 10 de diciembre de 1477 fue creado cardenal del título de San Jorge in vel aurum con diecisiete años de edad.

#### La conjura de los Pazzi
Raffaele estudiaba derecho canónico en la Universidad de Pisa cuando se vio envuelto en el primer episodio político importante de su vida.   Las relaciones entre el signore de la República de Florencia Lorenzo de Médici y los Estados Pontificios se habían ido enturbiando por sus enfrentamientos en la Romaña, y el papa Sixto, alentado por su sobrino Girolamo Riario (tío de Raffaele), decidió que era mejor apartarlo del gobierno.  

Giuliano de Médici.

En abril de 1478 la comitiva de Raffaele atravesaba Florencia en dirección a su legación de Umbría, escoltado por las tropas de Giovanni Battista de Montesecco.  Ya para entonces se habían conjurado Montesecco, el arzobispo de Pisa Francesco Salviati, el banquero Jacopo de' Pazzi y varias personas más para atentar contra los Médici.  El 26 de abril, durante la misa presidida por Raffaele en la Catedral de Santa María del Fiore, Giuliano de Médici  fue asesinado y su hermano Lorenzo herido, pero la conspiración fracasó en su intento de relevarles del gobierno.  Los involucrados en la conjura fueron linchados por la muchedumbre o ejecutados por la justicia; Raffaele fue retenido en Florencia.

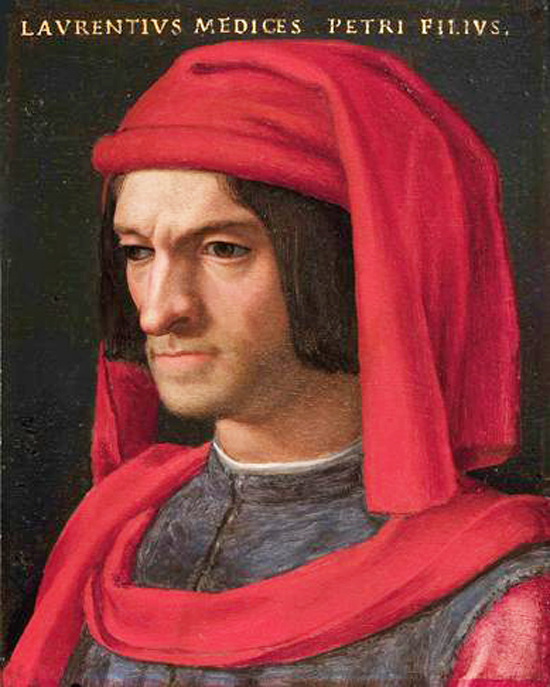
Lorenzo de Médici.

La muerte de Salviati y de varios prelados y la prisión del cardenal, violando la inmunidad eclesiástica de la que debían gozar, llevaron a Sixto IV a decretar la excomunión de Lorenzo y de las autoridades florentinas y el entredicho contra la República.  
El cardenal Riario fue liberado el 12 de junio.  El día siguiente llegó a Siena, "más muerto que vivo por el mucho miedo que había pasado", y el 20 a Roma.  El episodio desembocó en la guerra de Toscana, que enfrentó a la alianza de los Estados Pontificios con Siena y Nápoles contra la de Florencia, Venecia y Milán hasta que la conquista de Otranto por los turcos del sultán Mehmed II en noviembre de 1480 hizo necesaria la unión entre todos los estados italianos para enfrentar el peligro de las guerras otomanas en Europa.

#### Legado pontificio y camarlengo
Desde finales de junio hasta mediados de octubre de 1478 desempeñó la legación en Umbría, donde la ciudad de Perugia y otras plazas menores se habían rebelado contra el dominio papal con el apoyo de Lorenzo de Médici.  En agosto de 1480 fue legado en la corte del rey de Hungría Matías Corvino, y en noviembre en la Marca de Ancona, donde frecuentó la corte del duque de Urbino Federico da Montefeltro.  
En mayo de 1483 recibió el título de San Lorenzo en Damaso manteniendo también el de San Jorge y en septiembre el cargo de Camarlengo de la Iglesia católica, que implicaba el control de las finanzas pontificias y la organización urbanística de Roma. 

#### Obispo y abad
Simultáneamente comenzó su carrera episcopal.  Sin haber sido ordenado sacerdote, en julio de 1478 fue nombrado administrador apostólico de Camerino, que un año después cambió por el arzobispado de Pisa.  
Empezó así una acumulación de diócesis pocas veces vista en un solo prelado: en distintos momentos a lo largo de su vida rigió también las de Cuenca, Tréguier, Salamanca, Osma, Viterbo, Arezzo, Savona, Lucca, Malta y Málaga.
Fue también abad comendatario de los monasterios de Montecassino, Cava, Chiaravalle, Pavía,  Sassovivo, San Mercuriale y Santa María de Fumana en Forlì, San Donnino en Pisa y San Bartolomeo en Génova, y protector de los agustinos.

#### Su vida en Roma
Nunca residió en ninguna de sus diócesis o abadías ni las visitó, gobernándolas por medio de vicarios.  La acumulacion de cargos, los pingües ingresos económicos provenientes de sus rentas eclesiásticas, la gestión personalista de títulos y prebendas con la que repetidas veces favoreció a sus parientes y amigos y su inclinación más hacia la política, la vida pública y el mecenazgo que a intereses espirituales, hicieron de Riario «la paradigmática encarnación de la figura del cardenal-príncipe del Renacimiento».
Fue uno de los prelados que varios siglos después algunos autores calificaron de «mundanos y aseglarados», como también lo fueron Ascanio Sforza, Rodrigo Borgia, los tres Della Rovere (Giuliano, Girolamo y Domenico), Giovanni Battista Orsini, Giovanni Giacomo Schiaffinati, Lorenzo Cibo, Antonio Pallavicino o Federico Sanseverino.

«En magníficos palacios, rodeados del exquisito lujo de una cultura sumamente desarrollada, vivían estos cardenales enteramente como príncipes seglares, y parecían no considerar sus hábitos eclesiásticos sino como un ornamento de su estado; cazaban, jugaban grandes sumas, daban opíparos banquetes, celebraban sibaríticas fiestas, tomaban parte en las licenciosas diversiones del carnaval y se permitían graves excesos en sus costumbres».

### Pontificado de Inocencio VIII

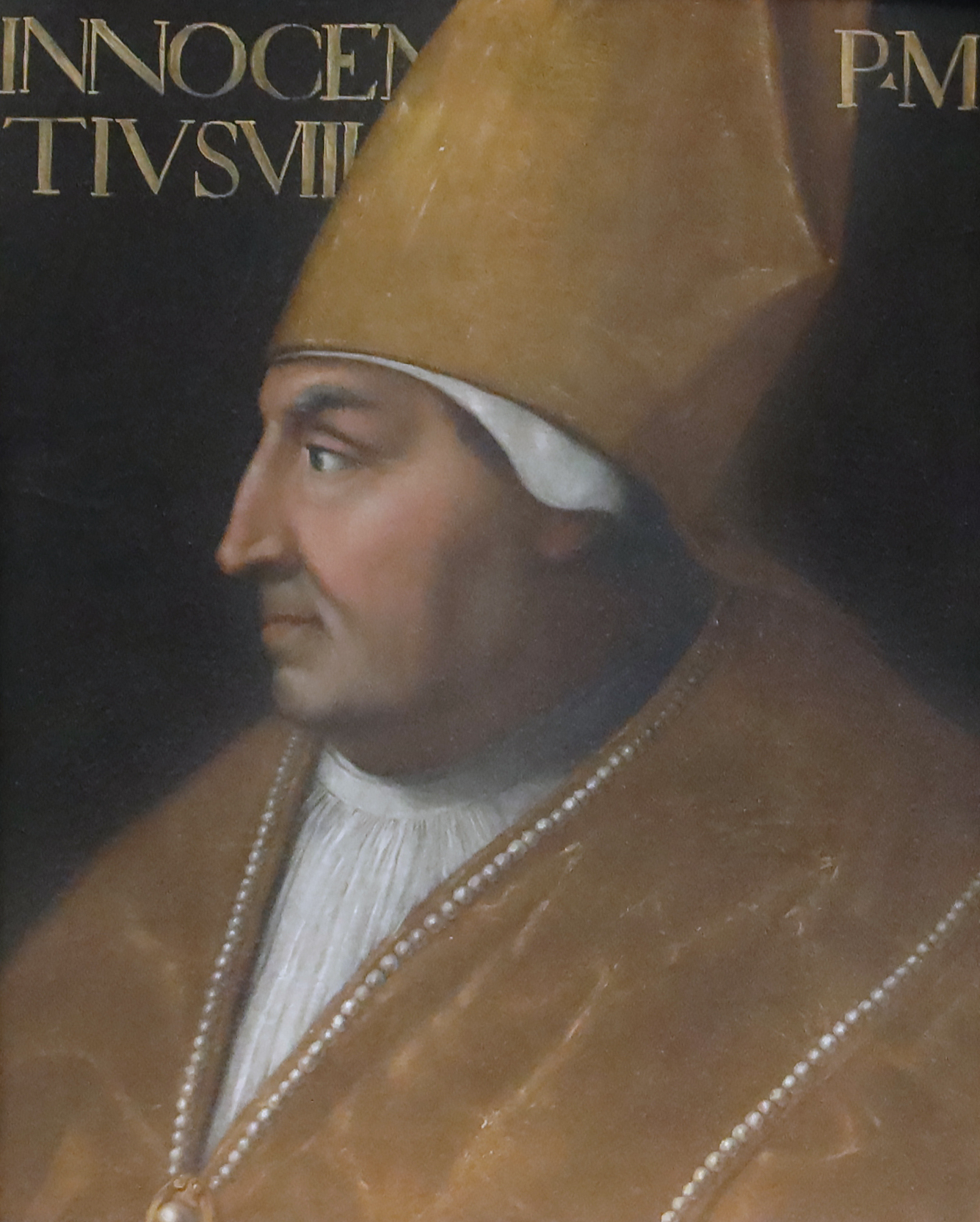
Inocencio VIII.

#### El cónclave de 1484
La muerte de Sixto IV en agosto de 1484 generó en Roma graves disturbios.  Todavía duraba la guerra de Ferrara en el norte y la enemistad entre Colonnas y Orsinis en Roma.  Una muchedumbre furiosa, partidaria de los primeros, saqueó el palacio de Girolamo Riario, que regresó precipitadamente del asedio a Paliano para hacer frente a la situación; su esposa Caterina Sforza tomó el Castillo de Sant'Angelo, las propiedades de los genoveses fueron asaltadas, la delincuencia alcanzó tan alto grado en la ciudad que la mitad de los cardenales no asistieron a los funerales del papa, temiendo por su seguridad.  
Riario fue encargado junto con Marco Barbo de organizar el cónclave en el que salió elegido papa Inocencio VIII.

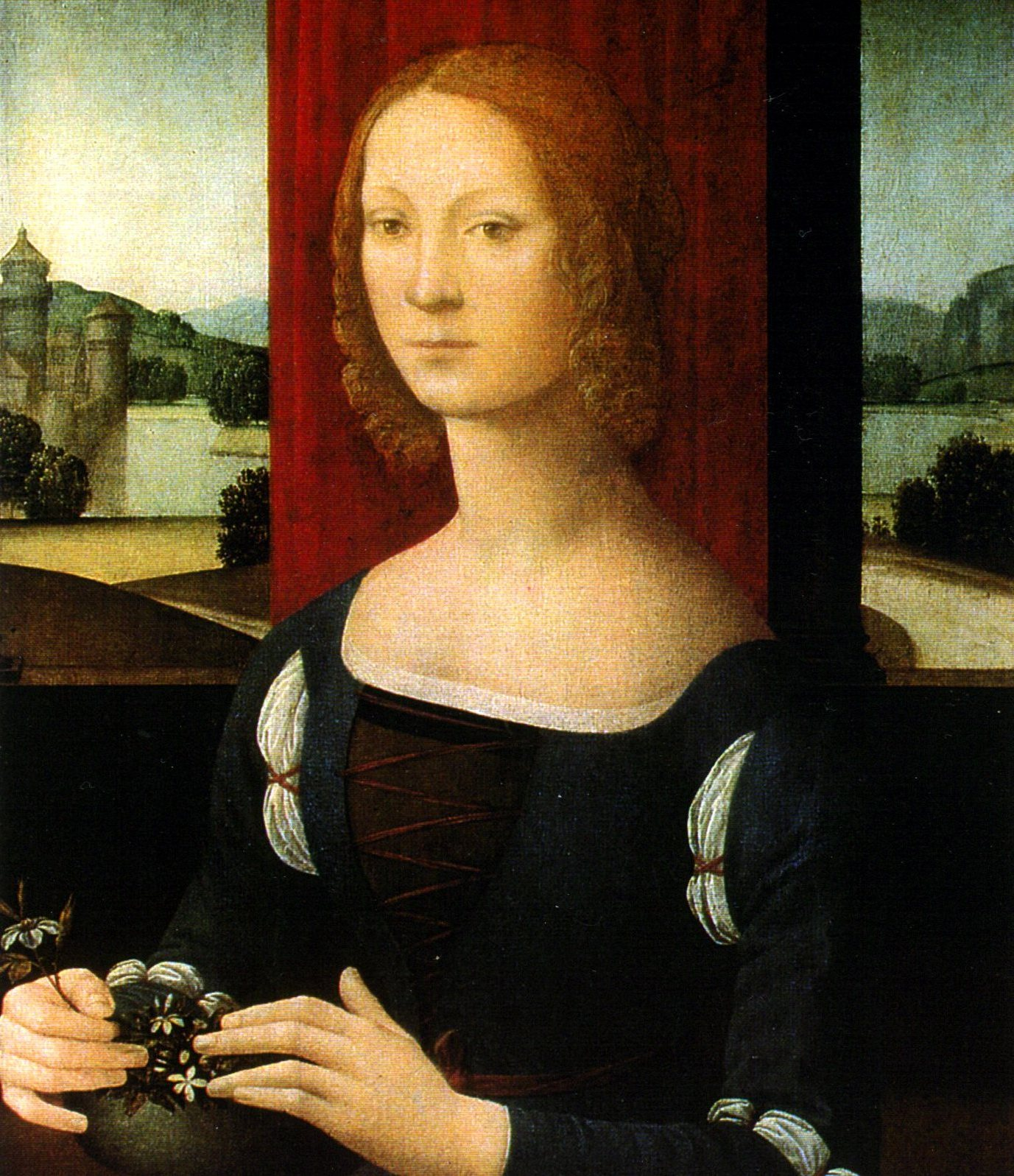
Caterina Sforza.

#### Muerte de Girolamo Riario
En 1488 fue asesinado en Forlì su tío Girolamo Riario, que hasta entonces había ejercido como el hombre fuerte de la familia, y el cardenal le sustituyó en este papel.  Viajó a la Romaña varias veces para asegurar la signoria de su primo Ottaviano, aunque la madre de éste, Caterina Sforza, se mostró más inclinada a llevar por sí misma la regencia de Forlì con el apoyo de sus parientes los Sforza de Milán.

### Pontificado de Alejandro VI

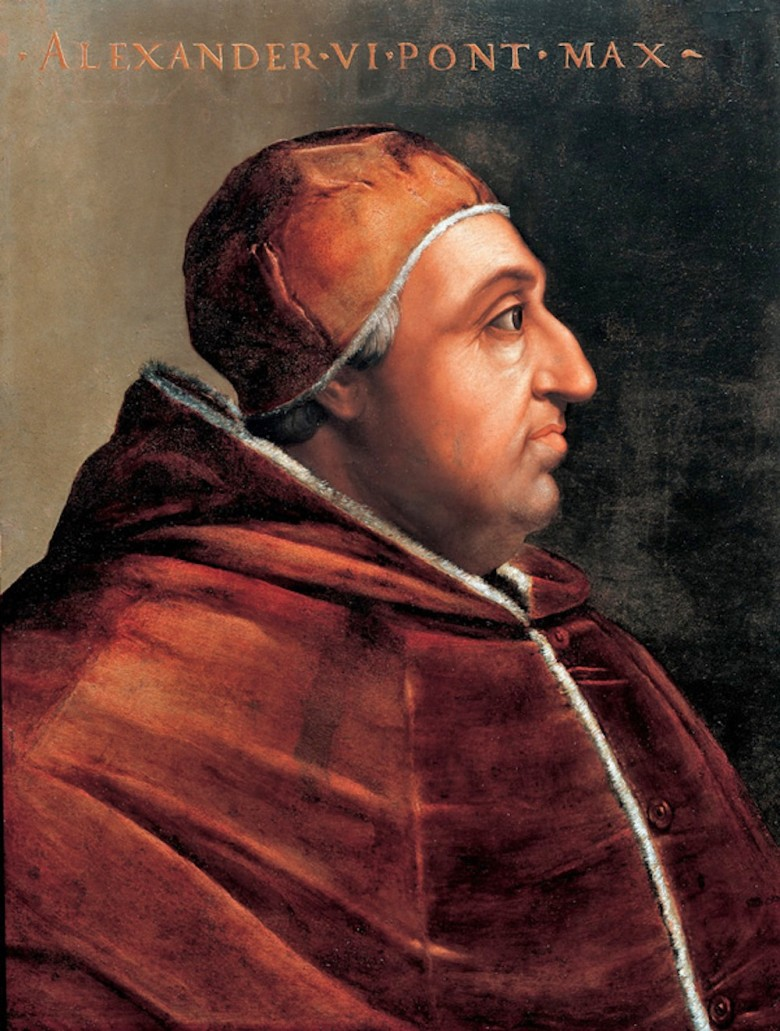
Alejandro VI.

#### El cónclave de 1492
Al fallecer Inocencio VIII en 1492, Riario presidió el gobierno de la Iglesia durante la sede vacante en su calidad de camarlengo, y en agosto abrió el cónclave en el que el valenciano Alejandro VI hizo valer sus manejos simoniacos para ser elegido papa.  Riario fue uno de los cardenales que le dieron su voto a cambio de ciertos beneficios.

#### La guerra de Francia contra Nápoles

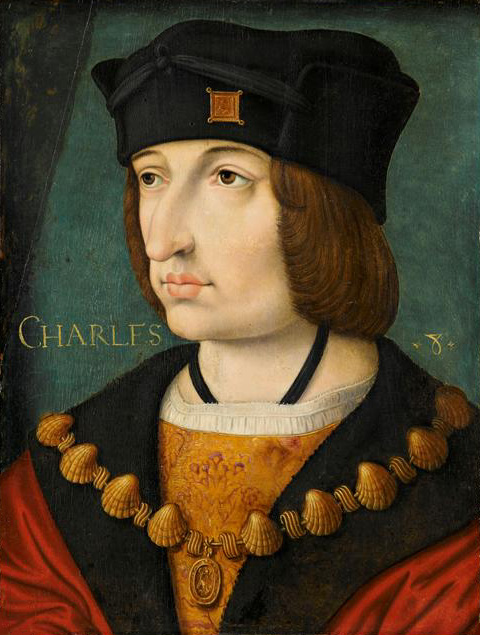
Carlos VIII.

A principios de 1494 murió el rey de Nápoles Fernando I y le sucedió en el trono su hijo Alfonso II.  Carlos VIII de Francia consideraba que Nápoles le pertenecía por derechos hereditarios, y en septiembre metió sus tropas en Italia; el último día de 1494 pasaban por Roma de camino a la conquista de Nápoles y los cardenales Bilhères, Sforza, Lonati, Della Rovere, Colonna, Savelli, Sanseverino y Perault intentaban persuadir al rey para que depusiera al papa, mientras Riario y otro grupo de cardenales se ponían del lado de éste. En enero de 1495 el francés firmó un acuerdo en el que declaraba su obediencia al papa y siguió rumbo a Nápoles.

#### Proyecto de reforma de la Iglesia
Tras el asesinato de su primogénito el duque de Gandía Juan de Borgia, el papa hizo propósitos de reforma eclesiástica, y escogió a "seis de los mejores cardenales" (Riario, Costa, Carafa, Pallavicini, San Giorgio y Picolomini) para formar una comisión encargada de la redacción de la bula que debía poner remedio a los excesos de la Curia, aunque finalmente los buenos propósitos nunca llegaron a realizarse.
Riario se halló presente en el entierro de Bernardino Lonati, Paolo Fregoso y Giovanni Giacomo Schiaffinati y en el  bautizo de Rodrigo, hijo de Alfonso de Aragón y Lucrecia Borgia, en noviembre de 1499.  Fue este mismo año cuando murió en Forlì su hija María Faustina.

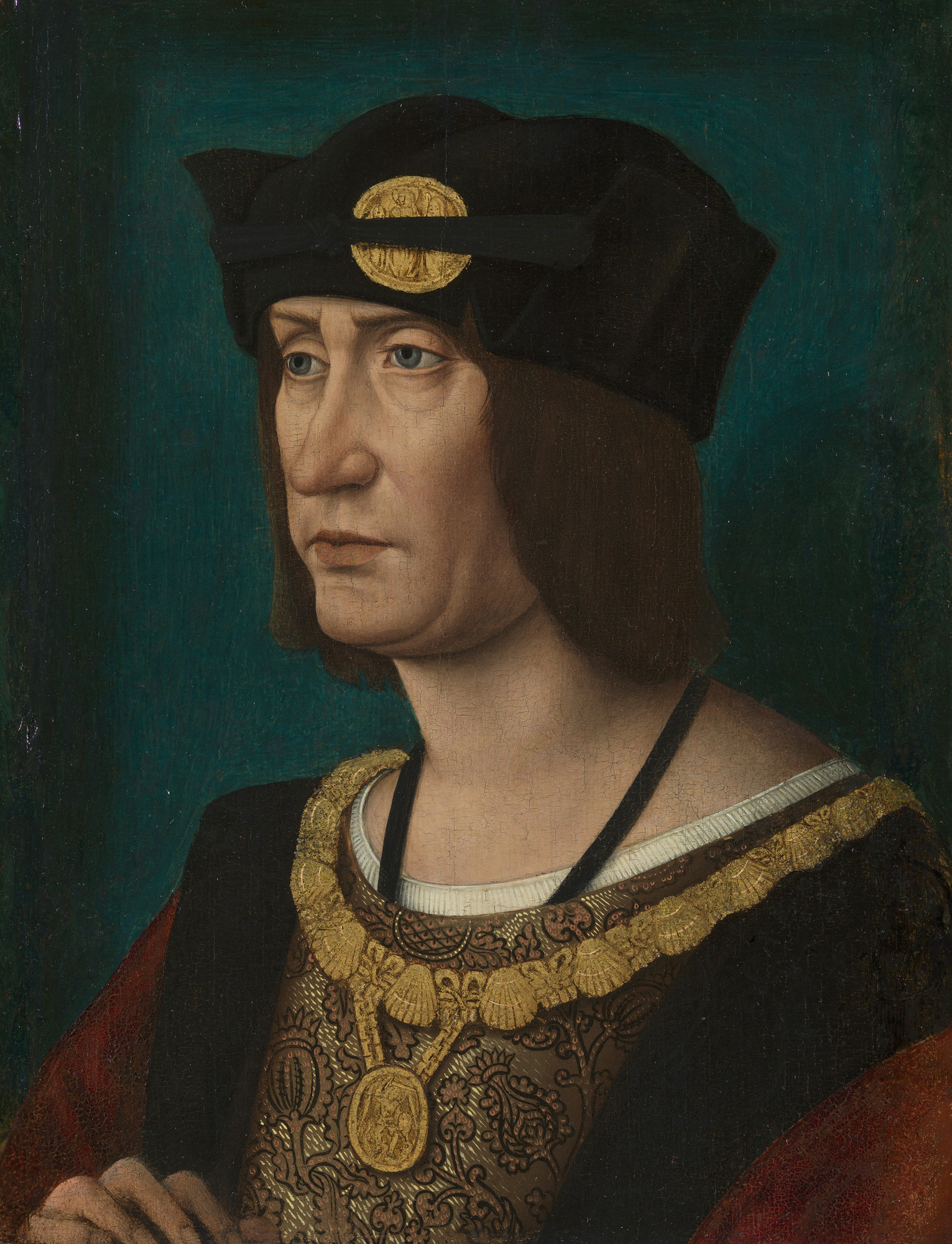
Luis XII.

#### Exiliado en Francia
Sin embargo las cosas se torcieron cuando en diciembre de 1499 su primo Ottaviano Riario fue desalojado por la fuerza de su signoria de Forlì por las tropas de César Borgia con el apoyo de Alejandro VI, que planeaba la creación de un ducado en la Romaña con el que investir a su hijo.  En cuanto las noticias llegaron a Roma, Riario, temiendo represalias contra su persona, fingió salir de caza a Castel Giubileo pero siguió hacia Monterotondo y Sarzana y se exilió en Francia en la corte del rey Luis XII.  También en Francia se encontraban en esas fechas Ascanio Sforza, huido de Italia tras la derrota de su hermano Ludovico, y Giulio della Rovere, enemistado con Alejandro VI.
Se encontraba en el séquito del rey de Francia cuando en agosto de 1502 reentró en Italia, y regresó a Roma solo tras la muerte de Alejandro VI en septiembre de 1503.

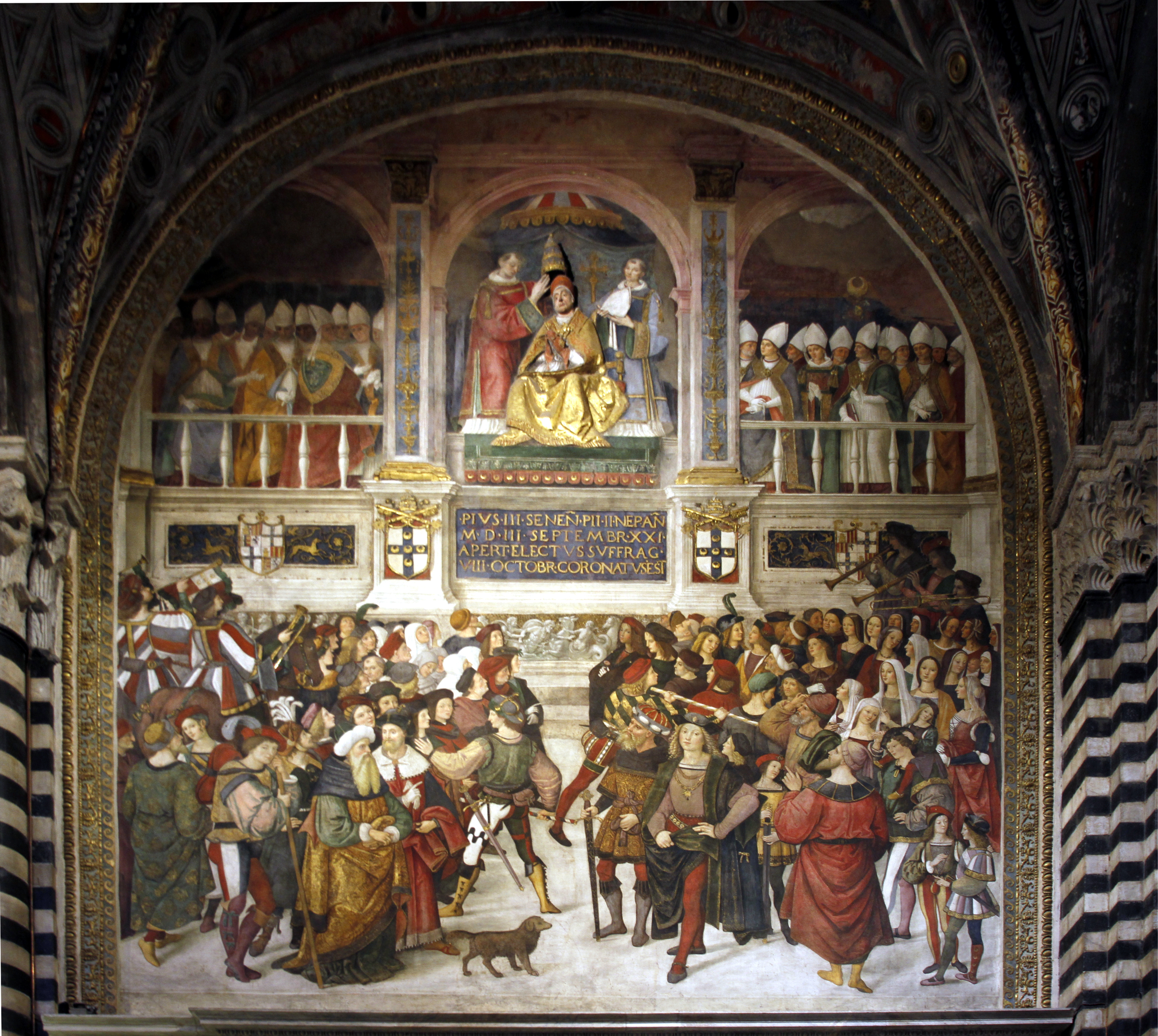
Coronación de Pío III.

### Pontificado de Julio II

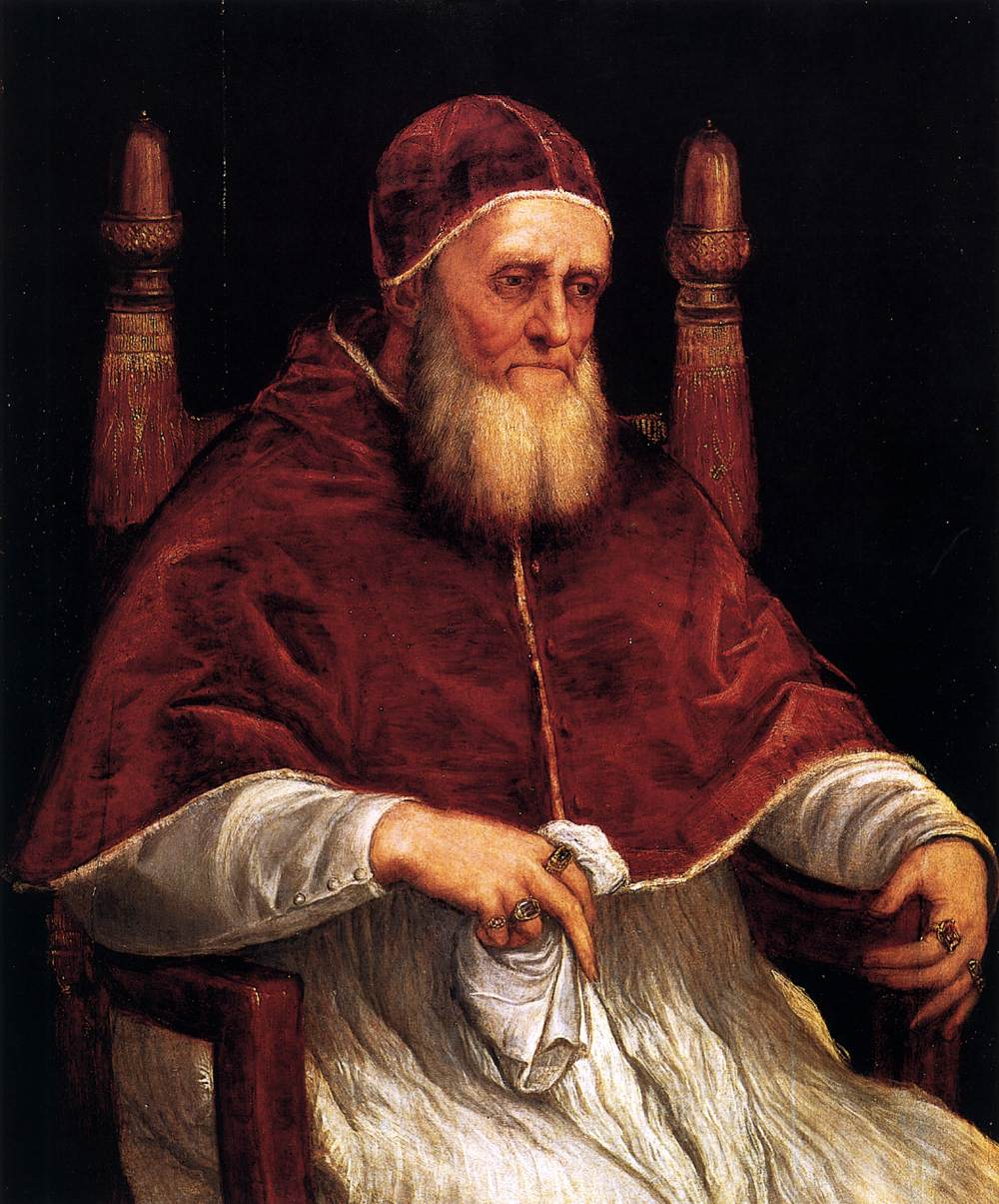
Julio II.

#### Los dos cónclaves de 1503
Ofició nuevamente como camarlengo en el cónclave de septiembre de 1503 en el que las aspiraciones de Georges d'Amboise resultaron frustradas por la elección de Pío III, y tras la prematura muerte de éste, en el de octubre de 1503 en que fue elegido papa su pariente Julio II, y presidió la ceremonia de su coronación.
El nuevo papa lo tuvo en gran consideración.  La primera preocupación de su pontificado fue la restitución a los Estados Pontificios de las plazas ocupadas en la Romaña: las fortalezas de Cesena, Forlì y Bertinoro estaban en poder de César Borgia; Gian Paolo Baglioni y Giovanni II Bentivoglio, respectivamente en los gobiernos de Perugia y Bolonia, se negaban a acatar la autoridad papal; y Venecia había ocupado Fano, Montefiore, Faenza y Rímini, con el pretexto de dirigirse contra César Borgia y no contra la Iglesia.

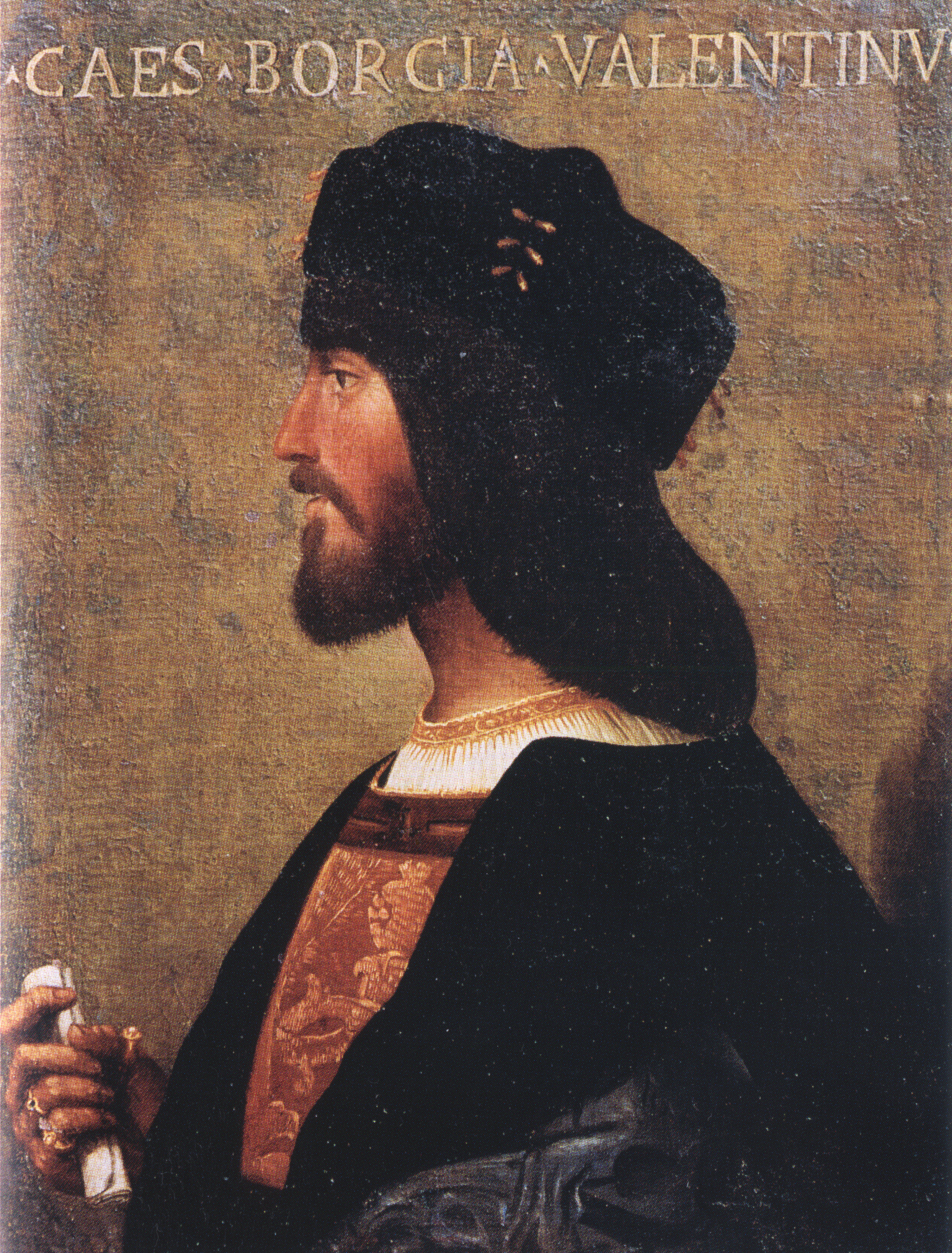
César Borgia.

#### El problema con César Borgia
El enviado papal Pedro de Oviedo, que había viajado a Cesena para reclamar la restitución, fue ahorcado por el castellano Diego Ramírez de Quiñones.  En diciembre el papa mandó encerrar a César en la Torre Borgia; sus partidarios Francisco de Remolins y Pedro Luis de Borja huyeron de Roma.  
En enero llegaron al acuerdo de conceder un plazo de cuarenta días para la devolución de las ciudades, a cambio de que el duque quedara en Ostia bajo la custodia de Bernardino de Carvajal.  La restitución de las plazas se llevó a cabo finalmente entre marzo y agosto.  
César, que había escapado a Nápoles, fue apresado por Gonzalo Fernández de Córdoba y enviado a España.
Riario maniobró para que se concediera Ímola a su primo Galeazzo Riario, pero el papa decidió finalmente reintegrarla a los Estados Pontificios.
En 1504-06 asistió a los funerales de Jaime de Casanova, Clemente Grosso della Rovere, Ludovico Podocataro y Francisco des Prats y a las exequias celebradas en Roma por Isabel I de Castilla, al nombramiento de Galeotto Franciotti della Rovere como vicecanciller, acompañó al papa en su viaje a Civita Castellana, Viterbo y Corneto, asistió al consistorio donde se crearon nuevos cardenales y estuvo presente en la ceremonia de colocación de la primera piedra de la Basílica de San Pedro.

#### La expedición a Perugia y Bolonia

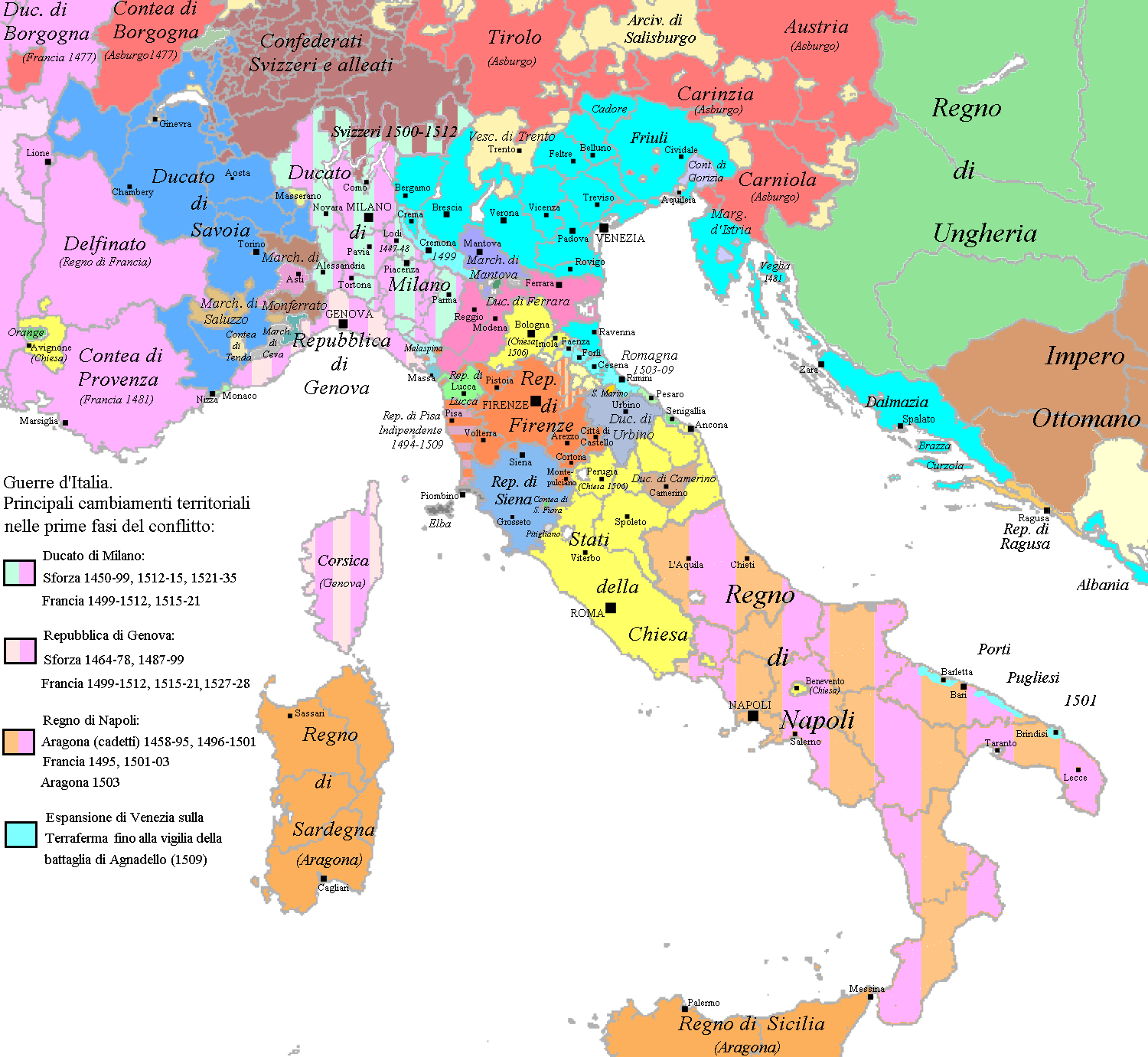
Italia en el

En agosto de 1506 el papa partió hacia el norte al frente de su ejército dispuesto a recuperar para los Estados Pontificios las plazas de Perugia y Bolonia, llevando consigo a casi todos los cardenales excepto a los más ancianos.
Riario se unió a la expedición a la altura de Orvieto, adonde por otro lado llegaron el duque de Urbino y el legado Antonio Ferrero con Gian Paolo Baglioni, que rindió la ciudad de Perugia.   
Se encontraban en Ímola en octubre cuando tuvieron noticias de que Giovanni Bentivoglio había huido a Milán al saber que las tropas francesas de Charles d'Amboise habían llegado a Módena.  
El 10 de noviembre la comitiva papal fue triunfalmente recibida por la población de Bolonia, donde permanecieron hasta emprender el regreso el 22 de febrero.  El 27 de marzo entraban nuevamente en Roma.

#### Presbítero y cardenal obispo
Durante el episcopado de Julio II alcanzó el mayor grado en la jerarquía cardenalicia.  Era cardenal obispo de la sede de Albano desde noviembre de 1503, 
cuando el 1 de abril de 1504 recibió las órdenes mayores de manos del obispo de Caiazzo Giacomo de Luciis y el 9 del mismo mes fue consagrado obispo por Julio II, asistido por Antoniotto Pallavicini y Giovanni San Giorgio, en la misma ceremonia en que también lo fueron Galeotto Franciotti della Rovere, Francesco Alidosi, Antonio Ferrero, Gabriele de' Gabrielli y Johannes Burchard; celebró su primera misa en San Pedro el siguiente domingo de Pentecostés.
Tras las muertes de Girolamo Basso della Rovere, Jorge da Costa y Oliviero Carafa optó sucesivamente por las sedes de Sabina (septiembre de 1507), Porto-Santa Rufina (septiembre de 1508) y Ostia-Velletri (enero de 1511), y como obispo de esta última fue también Decano del Colegio Cardenalicio.

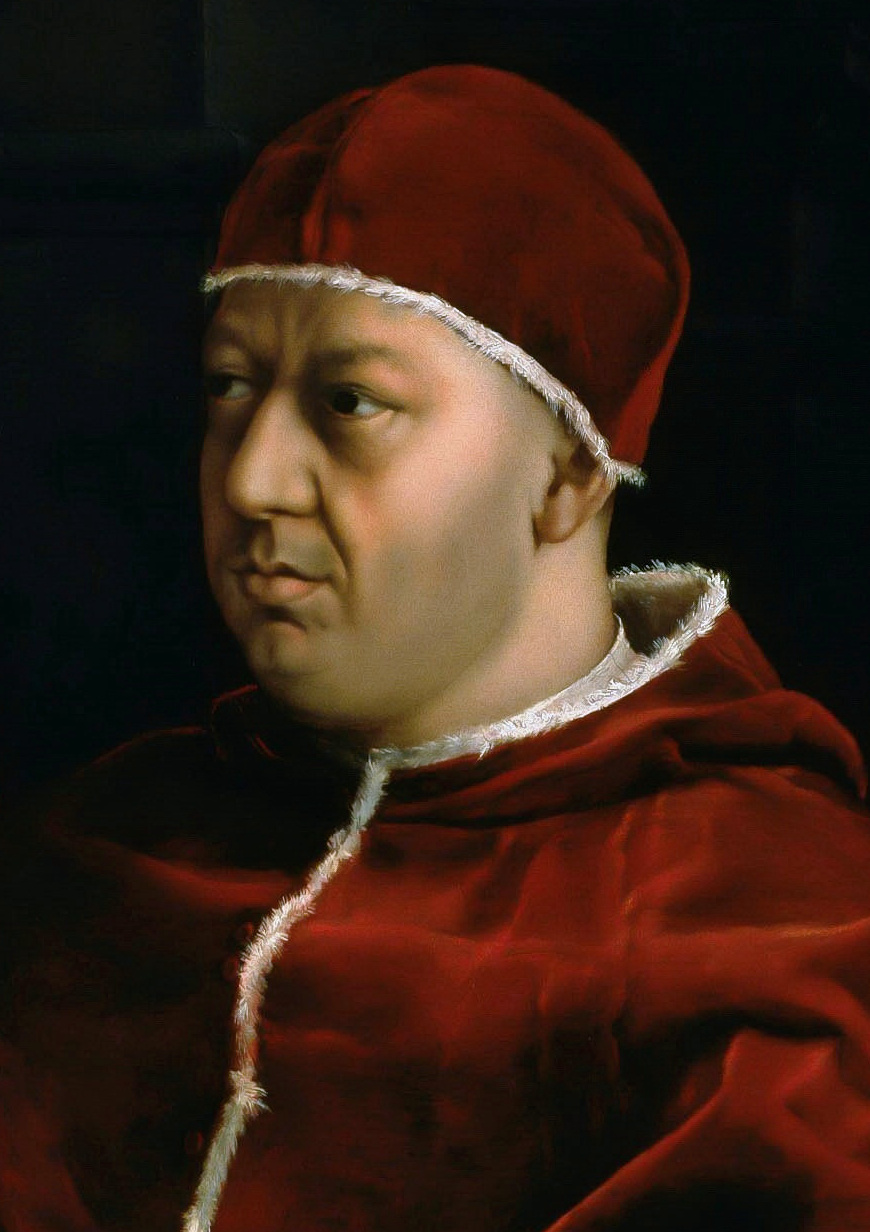
León X.

### Pontificado de León X
En el cónclave de 1513 Riario era el único cardenal nombrado por Sixto IV.  Se le consideró papable con el apoyo de los españoles, pero finalmente resultó elegido el joven León X.  Los antiguos rencores entre los Médici y los Riario por la conspiración de los Pazzi de treinta y cinco años atrás parecían olvidados.

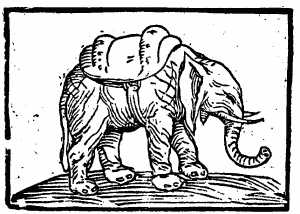
Hanno.

Por hallarse enfermo no estuvo presente en el perdón otorgado por el papa a los cardenales Carvajal y Sanseverino, rebeldes del concilio de Pisa, pero sí se halló en la recepción al cardenal Mateo Lang como representante del emperador Maximiliano, 
en la prestación de obediencia al papa que el rey francés hizo mediante sus embajadores Claude de Seyssel y Louis Forbin y en la que envió el rey Manuel I de Portugal, encabezada por Tristão da Cunha, donde el elefante Hanno fue la estrella por no haberse visto en Roma uno de estos animales desde los tiempos del Imperio, 
y en la entrevista que mantuvieron León X y Francisco I de Francia en Bolonia en diciembre de 1515.

#### Caída en desgracia
En 1517 llegó el final abrupto de su carrera.  Intentando unir la Toscana a los Estados Pontificios, el año anterior León X había organizado un golpe de mano para desalojar del gobierno de la República de Siena a Borghese Petrucci y puso en su lugar a su primo Raffaello Petrucci.  El joven cardenal Alfonso Petrucci, hermano de Borghese, planeaba una revolución en Siena para revertir la situación, pero los agentes pontificios que le estaban investigando descubrieron además un complot contra la vida del papa: 
Alfonso Petrucci y Bandinello Sauli habían concertado que el cirujano Giovanni Battista da Vercelli debía envenenar al pontífice mientras le trataba de su fístula, y tras su muerte tenían pensado hacer papa a Riario, que era consciente de toda la conjura, al igual que los cardenales Soderini y Castellesi. 

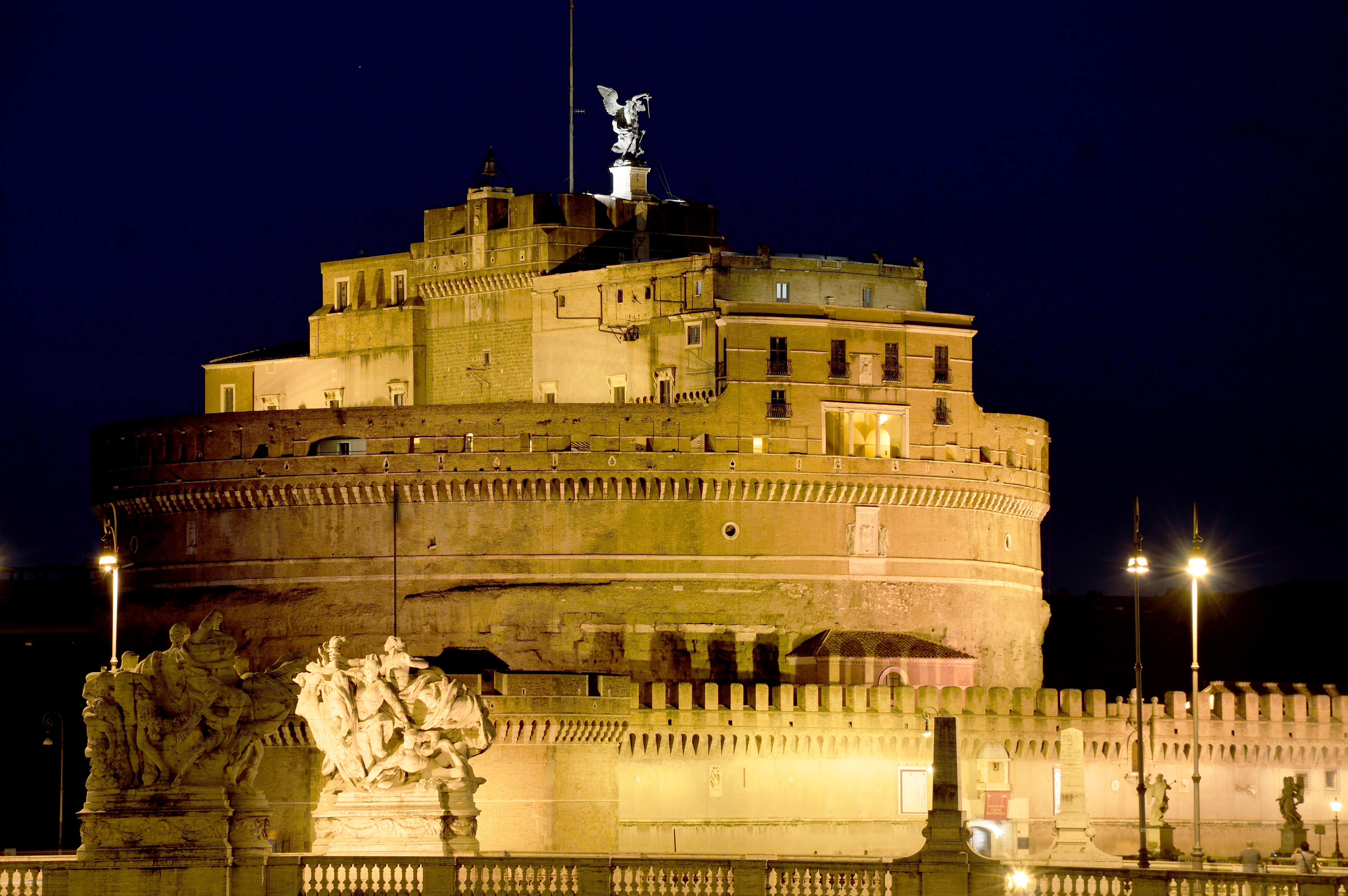
Castillo de Sant'Angelo.

El 29 de mayo Riario fue arrestado en el Castillo de Sant'Angelo y destituido de todos sus cargos y beneficios eclesiásticos, entre ellos su palacio en Roma, que fue reconvertido en el palacio de la Cancillería papal.  Una comisión compuesta por los cardenales Accolti, Remolins y Farnese instruyó el proceso en el que los involucrados fueron hallados culpables de lesa majestad.
Dos meses después fue perdonado y puesto en libertad a condición de que reconociera públicamente su culpa y la justicia de su condena, prometiera obediencia al papa, se abstuviera de mantener relaciones con soberanos, estados, cardenales o prelados que no fueran sobre sus propios asuntos personales, y no se ausentara de su lugar de residencia sin permiso.  Como garantía para el cumplimiento de estas condiciones se le impuso una caución de 150.000 ducados, avalada por los banqueros y oficiales de la Curia, y además debía pagar a la Cámara Apostólica en el plazo de un año una multa de otros 150.000.
Privado de voz y voto como parte de su condena, su influencia en la Curia había terminado.  Se le restituyeron sus antiguas prebendas, excepto el título de San Lorenzo que pasó a Giulio de Médici; mantuvo el cargo de camarlengo solo nominalmente, pero sus funciones las desempeñó Francesco Armellini.  Petrucci fue ejecutado y Sauli, Soderini y Castellesi recibieron fuertes multas y fueron alejados de Roma.

### Muerte

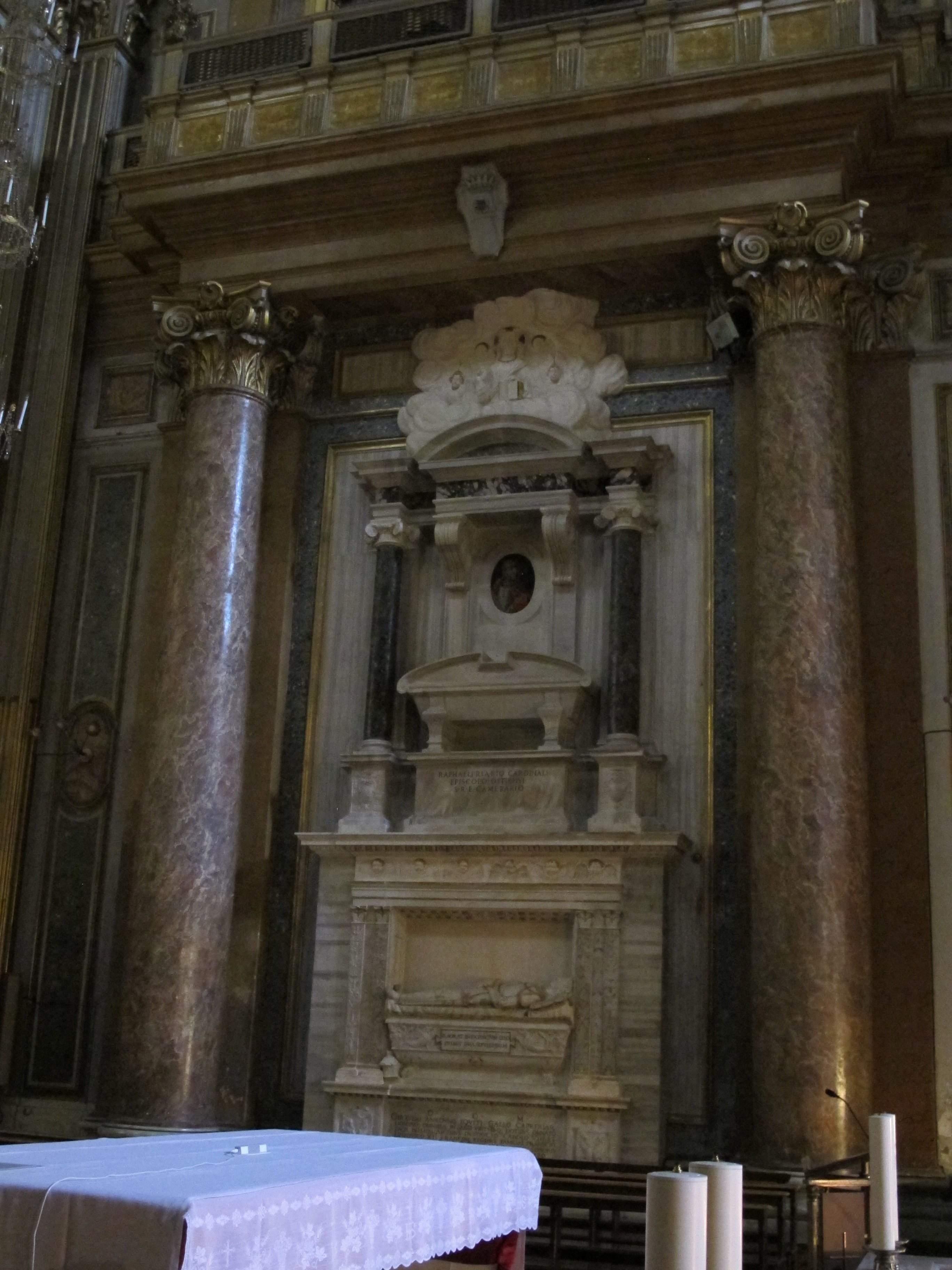
Sepultura del cardenal Riario en los SS. XII apóstoles de Roma.

Su firma en el decreto de mayo de 1520 dirigido al duque Federico III de Sajonia para conminar a Martín Lutero a retractarse de las noventa y cinco tesis fue uno de sus últimos actos públicos.  
Sintiéndose enfermo, en el otoño de ese año pidió permiso para trasladarse a Nápoles, donde fue huésped del condestable Prospero Colonna.  Tras una leve mejoría, en la primavera del año siguiente recayó y murió en julio a los sesenta y uno de edad y cuarenta y cuatro de cardenalato.
En su testamento, del que eran ejecutores el cardenal Giulio de Médici y su sobrino Cesare Riario, dejó dispuesto que se le enterrara en San Lorenzo in Damaso, pero posteriormente sus restos fueron trasladados a la Basílica de los Santos Apóstoles de Roma, donde todavía puede verse su monumento fúnebre frente al de su tío Pietro.  Su antiguo protegido Altobello de Averoldi mandó erigir en 1522 una memoria fúnebre en la iglesia de San Nazario de Brescia.
| RAPHAELI RIARIO CARDINALI EPISCOPO OSTIENSI S.R.E. CAMERARIO |